# Automolis fuscorufescens
Automolis fuscorufescens är en fjärilsart som beskrevs av Embrik Strand 1917. Automolis fuscorufescens ingår i släktet Automolis och familjen björnspinnare. Inga underarter finns listade i Catalogue of Life.